# Olaf Carlsen
Olaf Carlsen (født 16. juni 1899, død 1. april 1956) var en dansk historiker og skolemand.
Olaf Carlsen blev født i Sorø af forældrene malermester Martin Carlsen (død 1915) og Andrea Marie Hansen (født 1871 død 1958). Han gik på Sorø Akademi hvorfra han i 1917 fik studentereksamen. Han blev skolelærer i historie og sprog i Tåstrup, og senere ved Skanderborg privat- mellem og realskole. I 1936 fik han titlen dr. phil et lettres i historie ved det private institut "Université Philotechnique" i Bruxelles.
Ved siden af skolegerningen var han en produktiv historiker, efterhånden med speciale i pædagogikkens historie. En gruppe af værker værker omhandler Sorø Akademi, således Soranske Studier (2 bind, 1928-1929) og Christian Molbech og Sorø (3 bind, 1932-1937), desuden bidrog han med over 40 artikler til Soraner-Bladet. Især hans historisk-pædagogiske Realistiske Strømninger i den højere Skoles Undervisning I-II (1930-1931), blev af professor i filosofi ved Aarhus Universitet modtaget positivt, og han opfordrede Carlsen til at få sin manglende danske eksamener så han helt kunne hellige sig forskningen og universitetsarbejdet indenfor pædagogikken. Carlsen skrev afhandlingen Rousseau og Danmark i 1947 og indsendte den til bedømmelse til Københavns Universitet. Disputatsen blev dog afvist, men der var gået 3½ års ventetid inden Carlsen fik meddelelse herom. Afhandlingen om Rousseaus indflydelse på Danmark blev udgivet i 1953. Samme år opholdt han sig nogle måneder i ved Pestalozzianum i Zürich hvor han gjorde forstudier til sit store værk om Johann Heinrich Pestalozzi Pestalozzi og Danmark (3 bind, hvoraf de to sidste blev udgivet posthumt, 1955-1957).
Han var gift 1. 1930 med Yvonne Marguerite Favresse Lodal (1909-1937) 2. Grete Gylding (datter af handelsgartner Svend Gylding), og havde 3 sønner (hvoraf 2 var fra det første ægteskab).
Olaf Carlsen blev begravet på kirkegården i Sorø.